# Valea Iadei (sit SCI)
Valea Iadei este o arie protejată (arie specială de conservare — SAC, sit de importanță comunitară — SCI) din România, desemnată în scopul protejării biodiversității și menținerii într-o stare de conservare favorabilă a florei spontane și faunei sălbatice, precum și a habitatelor naturale de interes comunitar aflate în arealul zonei de protecție. Aceasta se întinde pe o suprafață de 2.977,9 ha, integral pe uscat.

## Localizare
Situl Valea Iadei se întinde pe teritoriile administrative ale comunelor Budureasa și Curățele din județul Bihor. Centrul acestuia este situat la coordonatele 46°43′56″N 22°34′47″E / 46.732255°N 22.579733°E.

## Înființare
Valea Iadei (ROSCI0262) a fost declarată sit de importanță comunitară în decembrie 2007 pentru a proteja mai multe specii din flora spontană și fauna sălbatică a României. Situl a fost protejat și ca arie specială de conservare în mai 2022. Acesta include ariile naturale Vârful Cârligați, Valea Iadei cu Syringa josichaea.

## Biodiversitate
Situată în ecoregiunea alpină a Munților Bihorului (grupă montană a Munților Apuseni, aparținând lanțului carpatic al Occidentalilor), aria protejată conține 10 habitate naturale: Râuri de munte și vegetația lor lemnoasă cu Myricaria germanica, Asociații de lizieră cu ierburi înalte hidrofile de la nivelul câmpiilor până la nivel montan și alpin, Pajiști montane, Grohotiș stâncos al etajului montan (Androsacetalia alpinae și Galeopsitalia ladani), Grohotișuri medioeuropene calcaroase ale etajelor montane, 	Pante stâncoase silicioase cu vegetație chasmofitică, Păduri tip Asperulo-Fagetum, Păduri de pantă, grohotiș sau ravene cu Tilio-Acerion,  Păduri aluviale cu Alnus glutinosa și Fraxinus excelsior (Alno-Padion, Alnion nicanae, Salicion albae) și Păduri dacice de fag (Symphyto-Fagion).
La baza desemnării sitului se află o specie floristică ocrotită la nivel european prin Directiva C.E. 92/43/CE (anexa I-a) din 21 mai 1992 (privind conservarea habitatelor naturale și a speciilor de faună și floră sălbatică). și 6 specii de animale aflate pe lista roșie a IUCN.
- plante (1): liliacul carpatin (Syringa josikaea);
- mamifere (1): vidra de râu (Lutra lutra);
- amfibieni (2): ivorașul-cu-burta-galbenă (Bombina variegata)[8], triton cu creastă (Triturus cristatus)[9];
- pești (2): mreana carpatică (Barbus carpathicus)[10], zglăvoacă (Cottus gobio);
- nevertebrate (1): racul de ponoare (Austropotamobius torrentium).

Pe lângă speciile aflate la baza desemnării sitului, pe teritoriul acestuia au mai fost identificate 16 specii de plante protejate la nivel european.